# Guy Walks Into a Psychiatrist's Office...
"Guy Walks Into a Psychiatrist's Office" 14. je epizoda HBO-ove televizijske serije Obitelj Soprano i ujedno prva epizoda druge sezone serije. Napisao ju je Jason Cahill, režirao Allen Coulter, a originalno je emitirana 16. siječnja 2000.

## Radnja
Nekoliko mjeseci nakon likvidacije Mikeyja Palmicea i hospitalizacije Livije Soprano, stvari se vraćaju u normalu. Tony Soprano počinje se sam liječiti jer više ne ide na terapiju kod dr. Melfi, koja počinje raditi u motelu nakon što je upozorena da bi se njezin ured mogao naći na meti mafije. Christopher angažira izvjesnog plaćenika da za njega položi ispit za burzovnog mešetara. Stric Junior je u zatvoru. Cermela nastavlja igrati ulogu "kućanice". Livia počinje fizikalnu rehabilitaciju. Ray Curto nastavlja donositi novac za Tonyja, kao i Paulie i Silvio koji uživa u dizajnerskim cipelama i striptizetama iz Bada Binga. Tony nastavlja viđati svoju rusku ljubavnicu, Irinu, a to sakriva lažima da je cijelu noć proveo na utovaru. Zatim se ušulja u krevet i zaspe. Sljedećeg jutra, dok se Tony spušta po novine, na prilazu ugleda parkiranu Buick Rivieru. Tony se počne oprezno udaljavati, misleći kako bi to mogao biti novi pokušaj njegova ubojstva, ali iz auta izlazi Big Pussy. Tony uzvikne, "Bio si odsutan svih ovih mjeseci... a ovo je način na koji mi se vraćaš!?"
Tony i Pussy zatim odlaze u Tonyjev podrum kako bi razgovarali o Pussyjevoj odsutnosti. Pussy pokuša objasniti kako je bio u Portoriku zbog leđne terapije i medicinske pomoći, a nije htio reći supruzi jer je počeo viđati svoju maserku. Isto tako, nije se osjećao sigurno u New Jerseyju zbog dojma koji su na njega ostavili Tony i članovi njegove ekipe. Tony još ne vjeruje Pussyju u potpunosti, ali ga zagrli i potapše. Pussy se uvrijedi na to, ali ga Tony opet zagrli, ovaj put iskreno. U Bada Bingu, suradnici dočekuju Pussyja, a Silvio zabavlja skupinu imitacijama iz Kuma.
Tony zadužuje bivšeg Juniorova vojnika Gigija Cestonea, koji je prebačen u Tonyjevu ekipu nakon što je Tony preuzeo ulogu uličnog šefa jer je Tony znao da ga može kontrolirati, da ubije aktivnog vojnika iz Juniorove ekipe Phillyja "Spoonsa" Parisija nakon što je otkriveno kako je Philly širio glasine da je Tony htio ubiti vlastitu majku, što je zapravo bila istina. Tony smatra kako bi Gigijevo ubojstvo vojnika iz vlastite ekipe bilo neuvjerljivo. Gigi odglumi kako se vraća s puta, a Paulie ga ostavlja na aerodromu gdje ga pokupi Philly. Nakon što Gigi od Phillyja dozna sve detalje, ustrijeli ga dvaput u glavu. Tony nazove Melfi s javne govornice, rekavši joj kako je "gotovo" i da se može vratiti kući.
Christopher postaje poslovođa (zapravo "šef") investicijske tvrtke te tjera zaposlenike da u prvi plan guraju nove bezvrijedne dionice, Webistics. Nakon što Christopher otiđe na "sastanak" na obalu (s Adrianom), na svojem mjestu ostavlja Matta Bevilaquau. Dok Matt sa svojim suradnikom Seanom Gismonteom obilazi zaposlenike kako bi se uvjerio da savjetuju kupnju Webisticsa, otkrivaju da jedan broker ne čini kako mu je naređeno te savjetuje kupce kao i obično. Polijevaju ga vrelom kavom i brutalno pretuku. Bivši poslovođa im kaže da prekinu, ali ga Matt potjera natrag u ured. Sljedećeg dana, Tony prima telefonski poziv iz tvrtke s informacijom kako Christopher loše obavlja posao i da su dva zaposlenika dala otkaz zbog "incidenta". Tony kaže Christopheru da bude oprezan, da se opameti i da se učini dostupnim tvrtki, a ne da ga nema kad je potreban. 
Tony zatim prima poziv od Carmele, koja ga obavještava da se njegova sestra Janice, koja je bila dugo odsutna, iznenada ponovno pojavila te traži smještaj. Uznemiren, on poziva Janice da ostane, ali je svjestan kako će ostati "lakši" za 5.000 dolara. Tony predloži Carmeli da organiziraju veliko obiteljsko okupljanje s Tonyjevom mlađom sestrom, Barbarom Giglione, te svom djecom. Jasno daje do znanja kako Livia nije pozvana.
Vozeći se, Tony doživi napad panike i sleti s ceste. Ostaje neozlijeđen jer mu se otvorio zračni jastuk. Sastaje se s novim psihijatrom kako bi razgovarao o napadima panike i svojoj majci. Psihijatar kaže Tonyju da ga prepoznaje i da je gledao Analiziraj ovo, te ga obavještava kako u to vrijeme neće uzimati nove klijente.
Tony s Janice razgovara o Liviji i kažw joj da ne želi da se ona više spominje u njegovoj kući. Janice shvaća što se događa, ali namjerava viđati majku i možebitno se useliti u njezinu kuću. Tony joj kaže kako to nije moguće jer on prodaje kuću. Janice ga pokuša odgovoriti od takve namjere, ali ne uspijeva. Tony i Carmela ubrzo dobivaju ponudu za kuću, ali u isto vrijeme saznaju kako je ona vandalizirana. Carmela zatim upita kad se Tony vraća na terapiju i kaže mu kako će na zabavu doći i njezini roditelji. Otkriva se kako su Carmelini roditelji izbjegavali okupljanja na kojima bi bila i Livia, zbog ružnih primjerdbi koje im je Livia uputila.
Na zabavi se čini kako su svi dobro raspoloženi osim Tonyja, koji je ljut zbog svoje majke, a Carmela mu ponovno postavi isto pitanje, "Kad se vraćaš na terapiju?" Tony kaže da ne zna, ali da se sam liječio. Carmela mu zatim predloži da se zabavi s prijateljima i obitelji i ne brine za Liviju. Tony prihvati savjet i počne se zezati s Pussyjem. U međuvremenu, Janice i Barbara razgovaraju o Tonyjevom riješavanju situacije. Janice misli kako one neće dobiti svoj dio od prodaje kuće, ali Barbara smatra kako se Tony dobro nosi sa situacijom te da će objema dati njihov dio.
Sljedećeg jutra u zalogajnici, Tony se pokuša ispričati dr. Melfi, koja je iznimno uznemirena jer nije bila u stanju pomoći drugom pacijentu koji je počinio samoubojstvo. Tony osjeća krivnju, ali je upita može li se vratiti ili da ga ona uputi drugom psihijatru. Ona mu kaže da ode iz njezina života i da ne očekuje uputnicu te napusti zalogajnicu. Tony zatim odlazi na ručak s Carmelom, koja se iznenadi njegovim ranim povratkom.

## Glavni glumci
- James Gandolfini kao Tony Soprano
- Lorraine Bracco kao dr. Jennifer Melfi
- Edie Falco kao Carmela Soprano
- Michael Imperioli kao Christopher Moltisanti
- Dominic Chianese kao Corrado Soprano, Jr.
- Vincent Pastore kao Big Pussy Bonpensiero
- Steven Van Zandt kao Silvio Dante
- Tony Sirico kao Paulie Gualtieri
- Robert Iler kao Anthony Soprano, Jr.
- Jamie-Lynn Sigler kao Meadow Soprano
- Drea de Matteo kao Adriana La Cerva
- Aida Turturro kao Janice Soprano
- Nancy Marchand kao Livia Soprano

### Gostujući glumci
- Jerry Adler kao Hesh Rabkin

#### Ostali gostujući glumci
| - Lillo Brancato Jr. kao Matt Bevilaqua - Chris Tardio kao Sean Gismonte - Oksana Lada kao Irina Peltsin - Nicole Burdette kao Barbara Giglione - David Margulies kao Neil Mink - Tom Aldredge kao Hugh DeAngelis - John Billeci kao poslovođa - Darrell Carey kao proktor - Dan Chen kao Ernest Wu - Robert Cicchini kao dr. D'Alessio - John Fiore kao Gigi Cestone - Mark Fish kao pozivatelj #2 | - Karen Giordano kao Samantha Martin - Bryan Greenberg kao Peter McClure - Dan Grimaldi kao Philly Parisi - Philipp Kaner kao pozivatelj #3 - Katrina Lantz kao Sylvia - George Loros kao Raymond Curto - Wayne W. Pretlow kao pozivatelj #1 - Suzanne Shepherd kao Mary DeAngelis - Kevin Sussman kao Kevin - Roberto Thomas kao Lee - Ed Vassallo kao Tom Giglione - Terence Patrick Winter kao Tom Amberson |

## Prva pojavljivanja
- Janice Soprano: Tonyjeva sestra koja se pojavljuje nakon 20-godišnjeg izbivanja tijekom kojeg je živjela u Seattleu.
- Barbara Soprano Giglione: Tonyjeva mlađa sestra koja živi u Brewsteru.
- Hugh De Angelis: Carmelin otac.
- Mary De Angelis: Carmelina majka.
- Matt Bevilaqua i Sean Gismonte: brokeri u Christopherovoj tvrtki koji traže priznanje u obitelji Soprano.
- Philly "Spoons" Parisi: kapetan u ekipi Juniora Soprana.
- Gigi Cestone: vojnik u ekipi Juniora Soprana.
- Neil Mink: odvjetnik i pouzdanik Tonyja Soprana.

## Umrli
- Philly "Spoons" Parisi: ubija ga Gigi Cestone zbog širenja glasina da Tony želi ubiti vlastitu majku. Dan Grimaldi kasnije će se vratiti u ulozi Phillyjeva brata blizanca, Patsyja.

## Produkcija
- Drea de Matteo (Adriana La Cerva) i Aida Turturro (Janice Soprano) sad su potpisane u uvodnoj špici.
- Nakon Silvijevih imitacija iz Kuma ("Naš pravi neprijatelj još se treba otkriti"), postoji kratka montaža na Big Pussyja kojom se naslućuju sumnje o njegovoj odsutnosti.
- Tijekom uvodne sekvence s pjesmom "It Was A Very Good Year" Franka Sinatre, u kadru u kojem se prikazuje Juniorova slika u FBI-evu sjedištu kako se pomiče ispod Tonyjeve, pokraj Tonyjeve se slike jasno vidi ona Johnnyja Sacka kao kapetana u obitelji DiMeo, što je očigledno pogrešno.

## Naslovna referenca
- Naslov epizode zamišljen je kao početak vica. Odnosi se na Tonyjevu terapiju.

## Glazba
- Nakon uvodne špice, epizoda prikazuje status glavnih likova, preko čega svira "It Was a Very Good Year" Franka Sinatre.
- Pjesma koja svira tijekom odjavne špice je "Time Is on My Side" Irme Thomas.
- Pjesna koja svira tijekom Silovih imitacija Kuma u Bingu je "Nod Off" Skeleton Keya.
- Tijekom roštilja obitelji Soprano, u pozadini svira "Con te partirò" Andree Boccelija.
- Kad se Tony onesvijesti u autu prije sudara, on sluša "Smoke on the Water" Deep Purplea. Pjesma će se koristiti i u epizodi šeste sezone, "Join the Club".

## Reference na druge medije
- Smrt Phillipa Parisija referenca je na Kuma, gdje Paulie Gatto biva ustrijeljen i ubijen zbog pokušaja ubojstva Vita Corleonea.
- U Bingu, ekipa čavrlja o Shelley Hack (iz Charliejevih anđela), što navodi Paulieja da otpjeva jingl za kolonjsku vodu Charlie.

## Vanjske poveznice
- Guy Walks Into a Psychiatrist's Office... u internetskoj bazi filmova IMDb-a